# 和台
和台（わだい）は茨城県つくば市にある地名。郵便番号は300-4247。

## 地理
つくば市北部に位置し、筑波研究学園都市周辺開発地区に位置する。
全域が、1981年（昭和56年） - 1986年（昭和61年）に開発された、開発総面積140,800m2の「筑波北部工業団地」である。筑波研究学園都市の都市育成充実を図る先端技術産業の導入地区として位置づけられており、医薬品、紙、パルプ、情報通信電子材料、放射光、集積回路等の研究施設がある。オムロンは2003年（平成15年）に、三菱ガス化学は2005年（平成17年）に、グラクソ・スミスクラインは2007年（平成19年）に撤退した。
東は上沢、西は作谷、南は北原・水守・前野、北は水守と接している。

## 町名の変遷
| 実施後     | 実施年月日     | 実施前（各町名ともその一部） |
| ---------- | -------------- | ---------------------------- |
| （新町名） | （施行年月日） | （旧大字名）                 |

## 交通
路線バス
筑波北部工業団地中央バス停
- ■ 関東鉄道バス C8系統 つくばセンター
- ■ 関東鉄道バス C8・C8A・18系統 テクノパーク大穂
- ■ 関東鉄道バス 18系統 土浦駅東口
- ■ つくバス作岡シャトル SA系統 研究学園駅
- ■ つくバス作岡シャトル SB系統 寺具
- ■ つくタク

道路
つくば市道が通っている。

## 施設

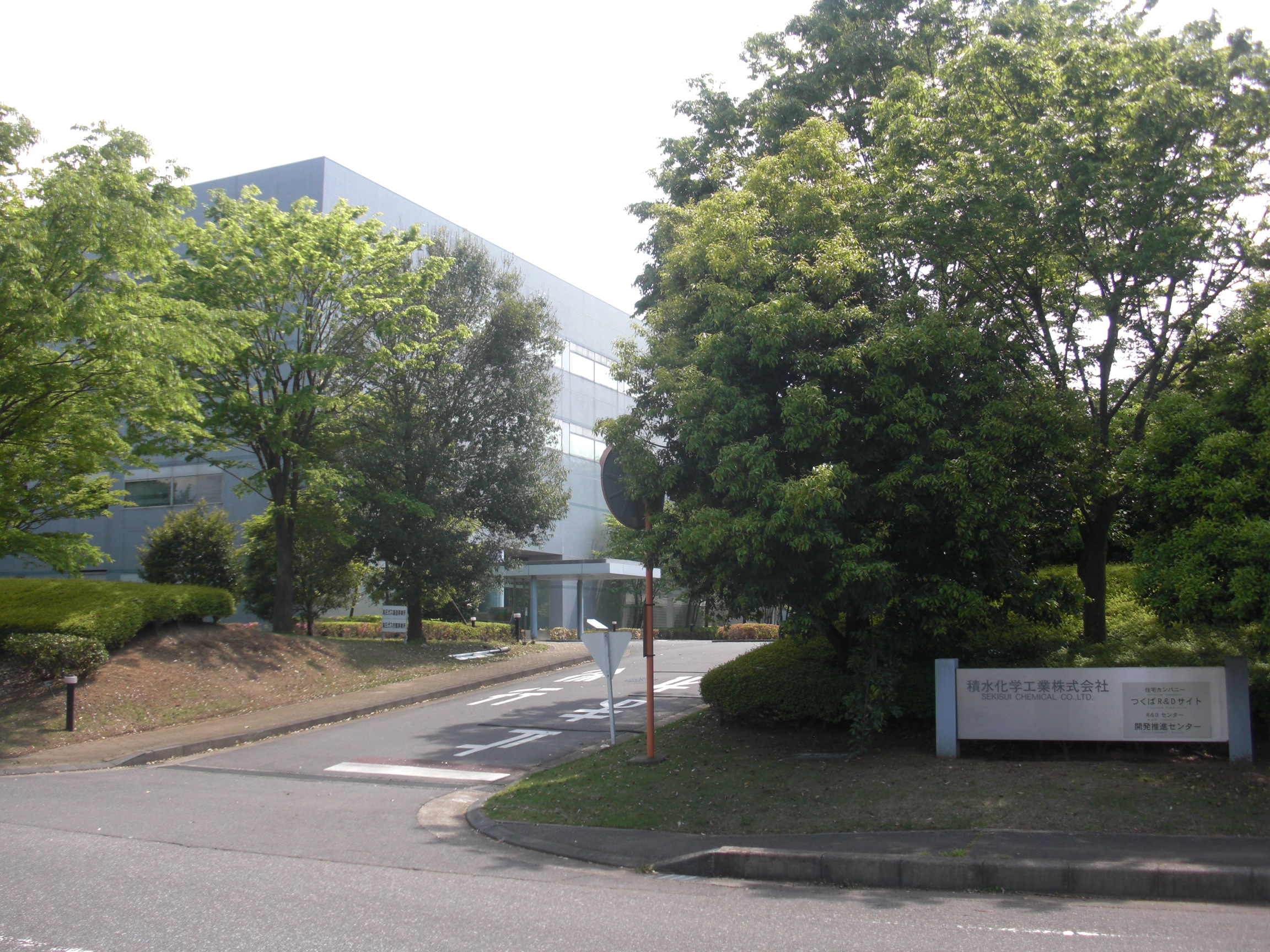
積水化学工業R&Dセンター
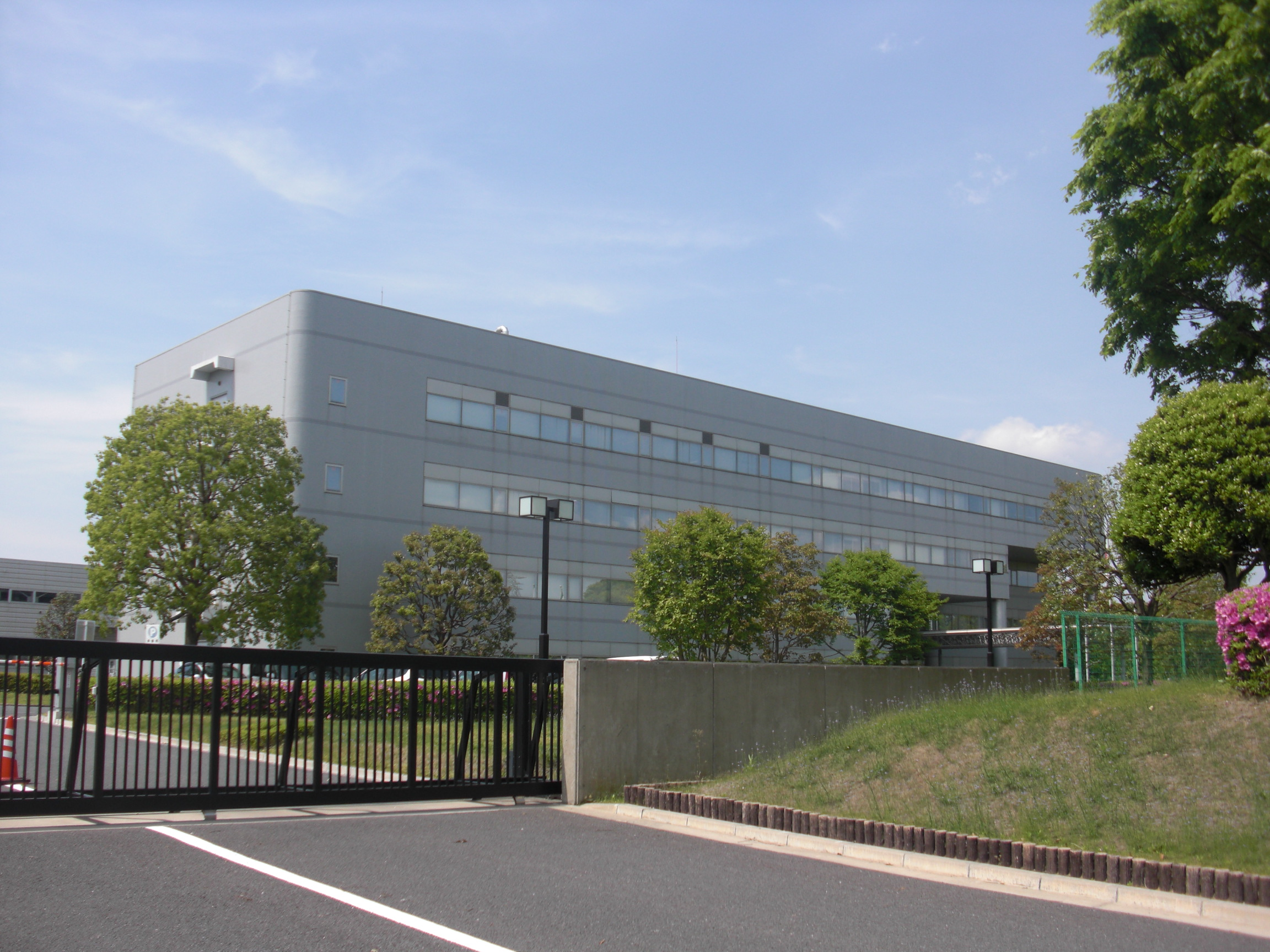
田中貴金属工業筑波事業所
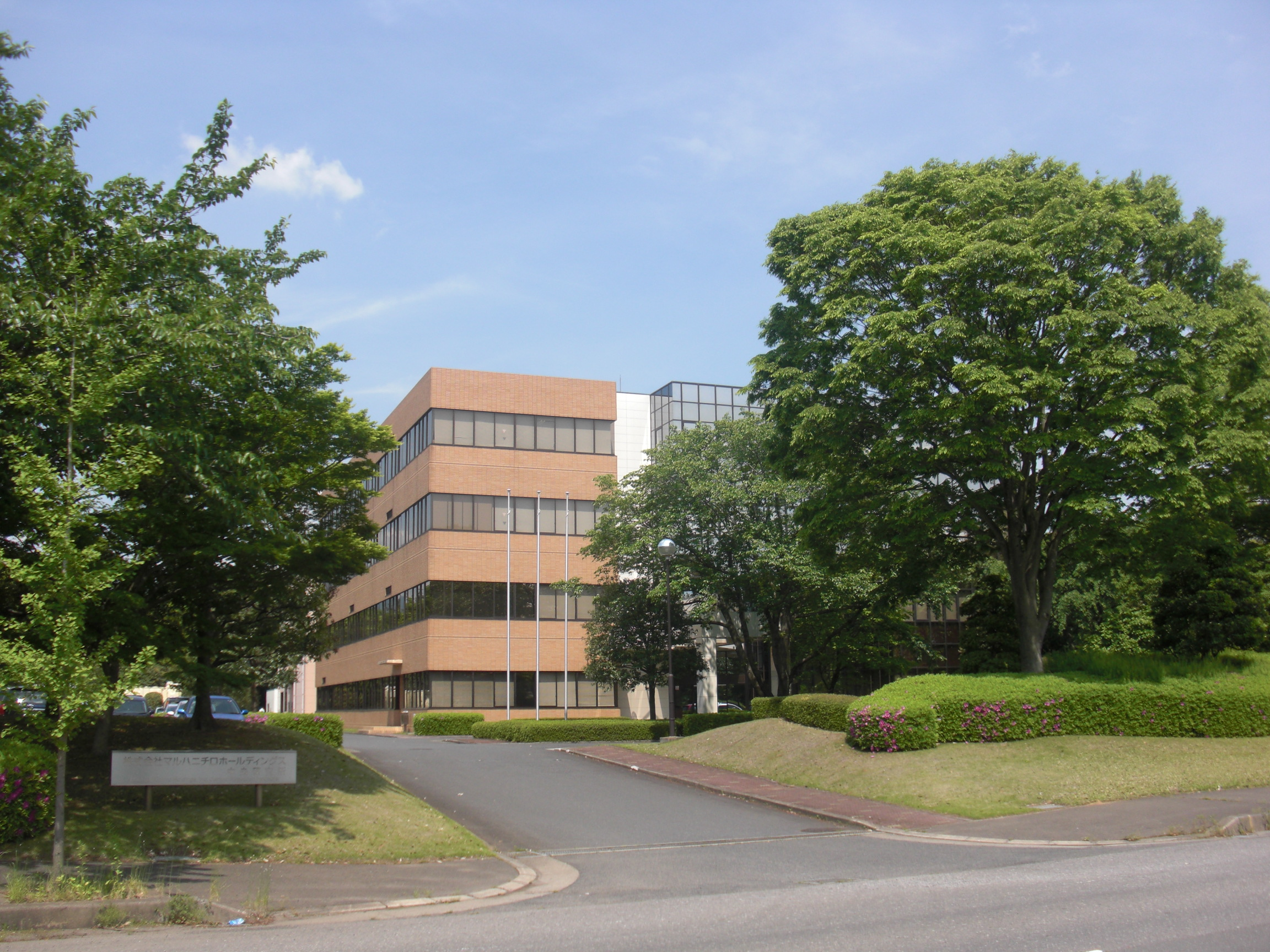
マルハニチロ中央研究所
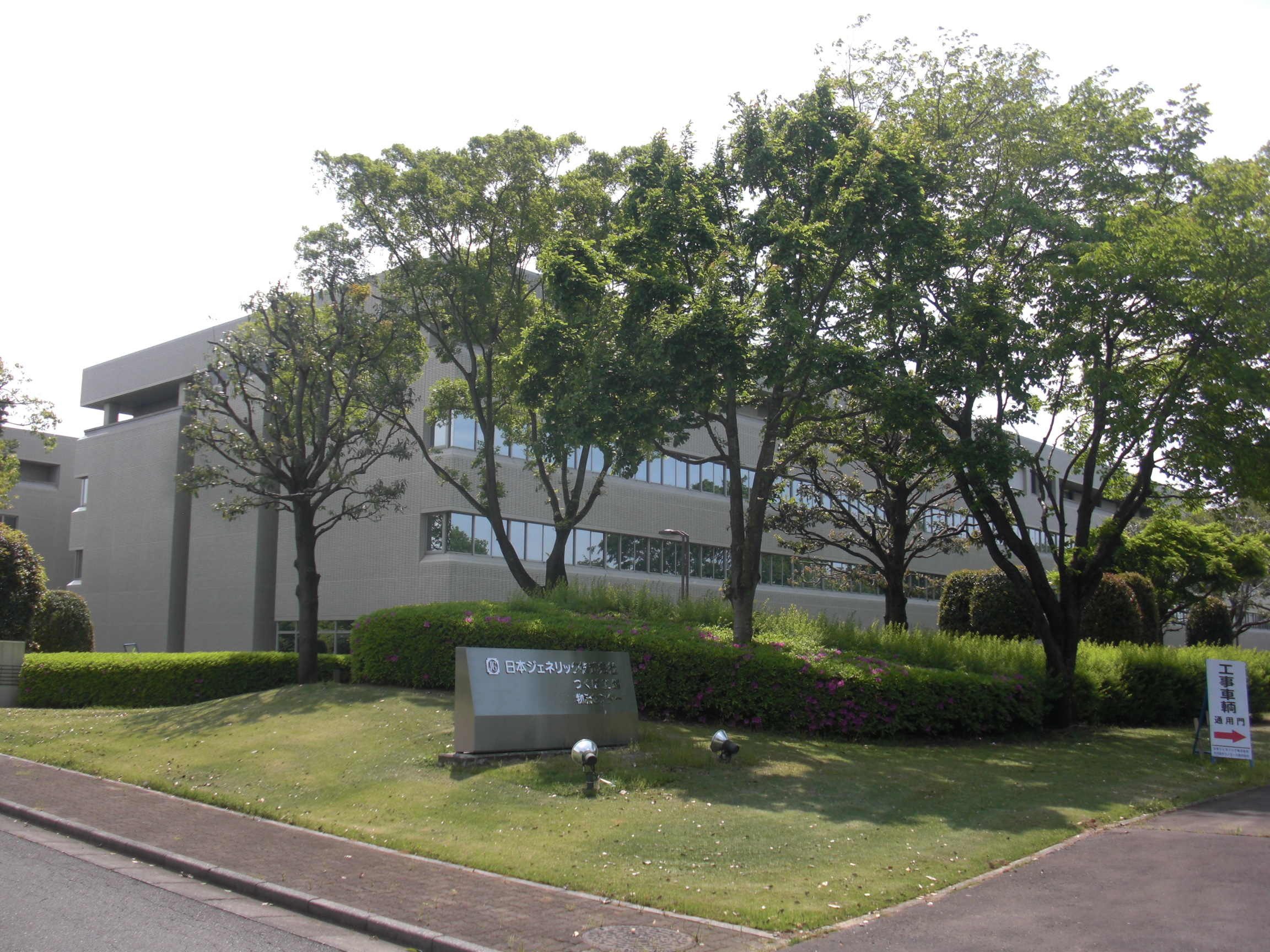
日本ジェネリックつくば工場
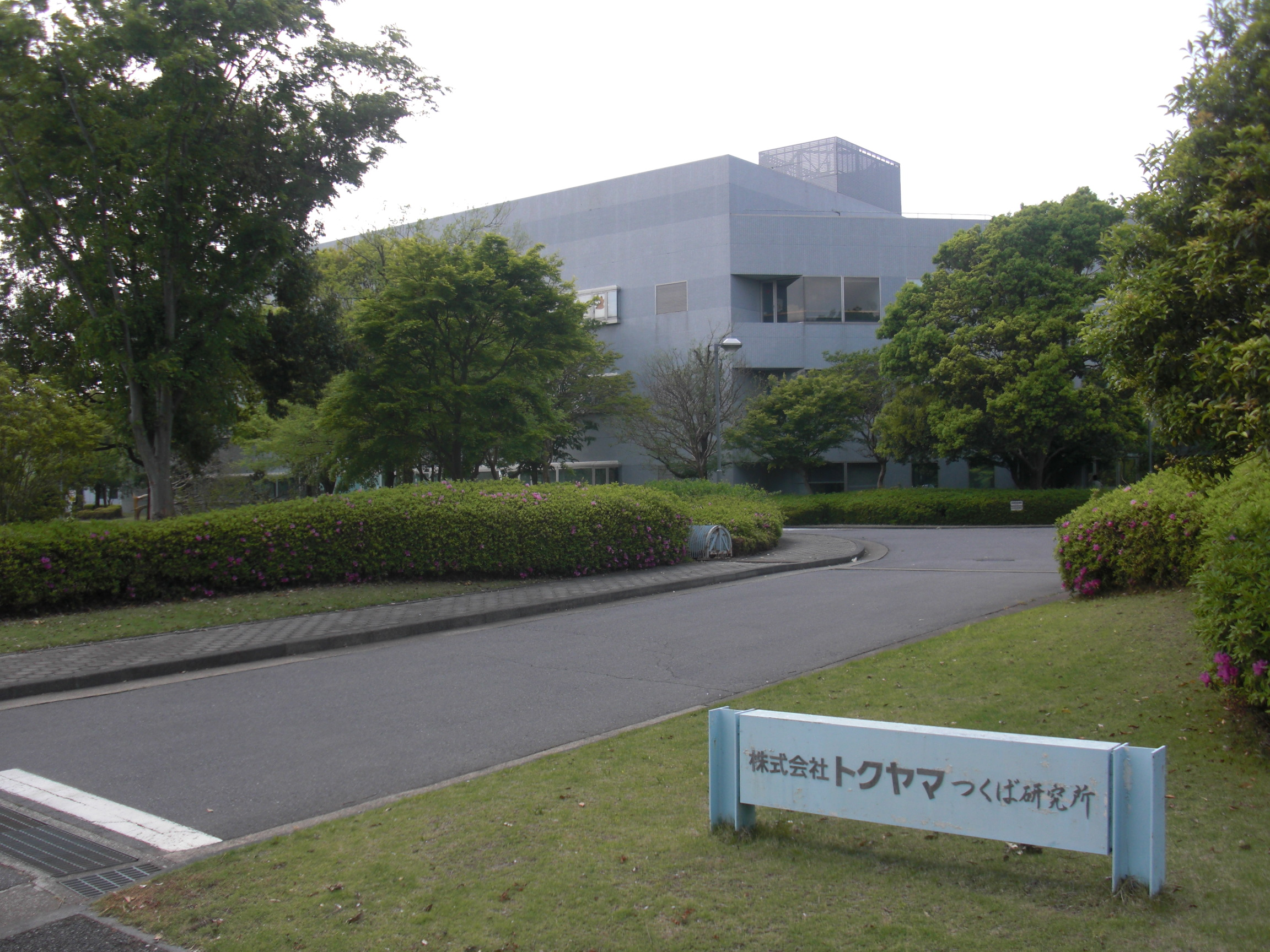
トクヤマつくば研究所
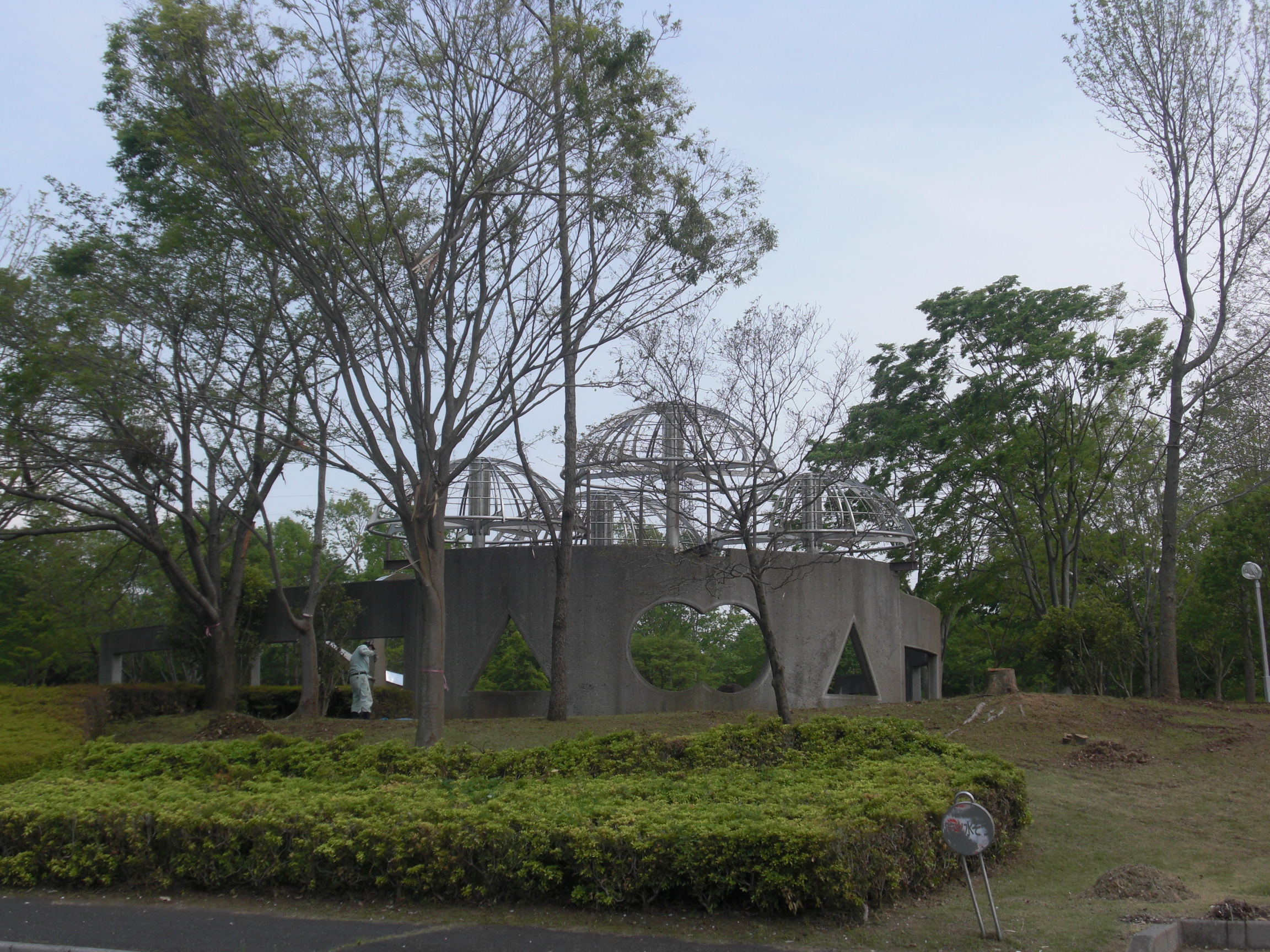
筑波北部公園

## 小・中学校の学区
市立小・中学校に通う場合、学区は以下の通りとなる。
| 番地 | 義務教育学校         |
| ---- | -------------------- |
| 全域 | 秀峰筑波義務教育学校 |